# Nikolaj Sergejev
Nikolaj Sergejev, född 4 december 1894, död 8 januari 1988 i Moskva, var en sovjetisk balettdansör och koreograf.